# フランソワ・ロロネー

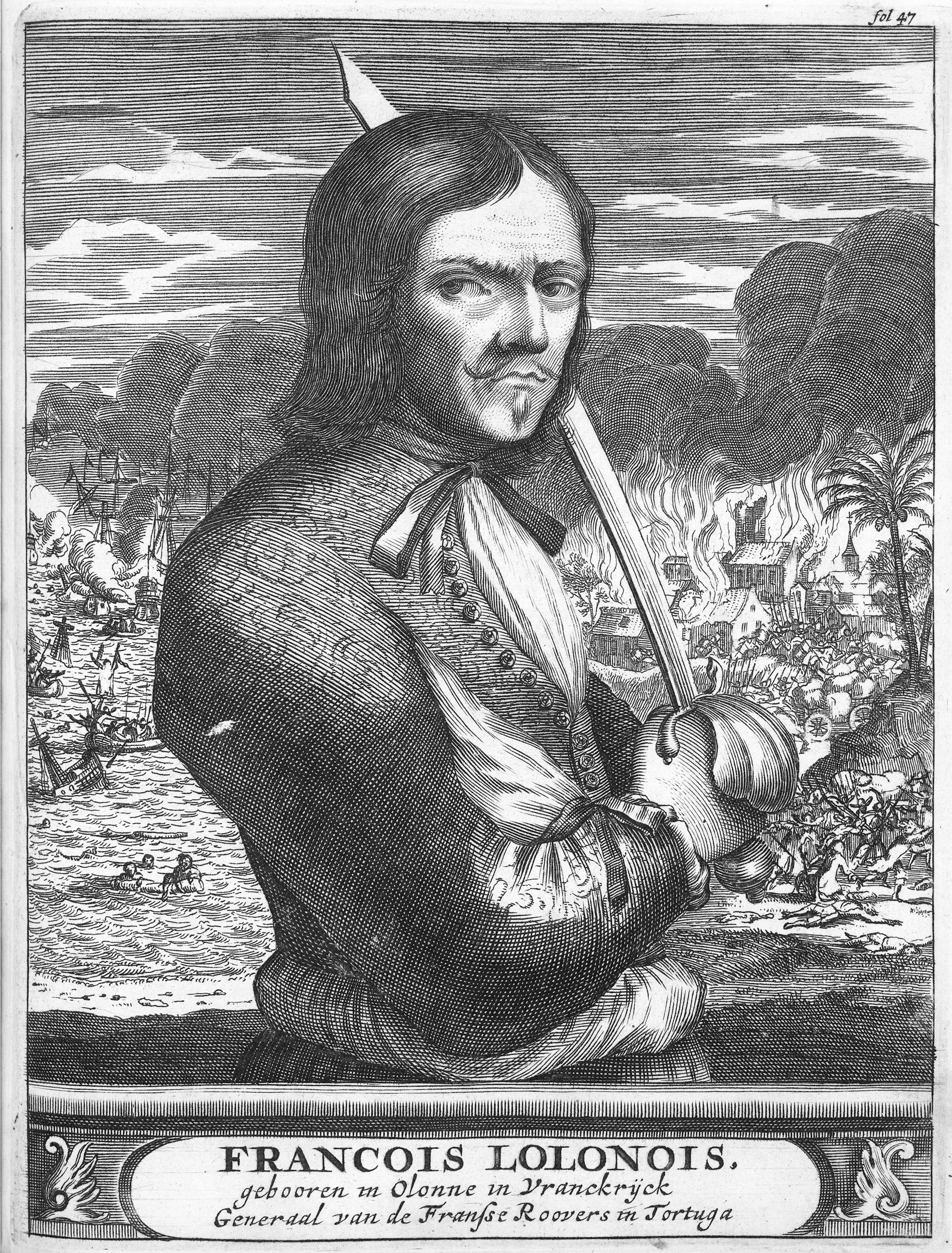
フランソワ・ロロネーのイラスト。1684年出版のThe History of the Bucaneers of America（アメリカ海賊史）より

フランソワ・ロロネー（François l'Olonnais, 1630年 - 1667年）は、1660年代に活躍したカリブ海の海賊（バッカニア）。
「ロロネー (l'Olonnais)」は本名ではなく、出身地であるフランス西部のレ・サーブル＝ドロンヌ (les Sables-d'Olonne) に由来する通り名である。本名はジャン＝ダヴィード・ノー (Jean-David Nau)。
資料によってはロロノワやロロノア（L'Olonnois, Lolonois）、ロロナ（Lolona）、また英語風に「フランシス・ロロノア」と表記する場合もある。

## 生涯
最下層の貧民の家に生まれたロロネーは、1650年代にカリブ海西インド諸島に、年季奉公人として送られた。やがて年季から解放され晴れて自由の身になると、様々な島を渡り歩き、いつしかカリブ沿岸のスペイン植民地を荒らしてまわる海賊団に加わった。メキシコのカンペチェの近くで彼の参加していた海賊船が難破した際、追い討ちをかけるようにスペイン軍の攻撃にあう。ほとんどの乗組員は殺されたが、ロロネーは、他人の血を自分自身に塗り、死体の間にまぎれこんで生き残った。スペイン人が去ったあと、彼は一部の奴隷の助けを借りて、トルトゥーガ島へと逃れた。カットラス（片手刀）を使うのを好んだ彼は、その武芸と度胸で、いつしか海賊団の首領にのし上がった。
彼と手下たちは、ある町を人質にとって身代金をスペインの統治者に要求した。ハバナの総督はロロネーの一味を撃退するため軍艦を送ったが、ロロネーは逆にその艦を制圧し、1人を除き乗員を皆殺しにした。そして生き残った1人に、伝言をハバナに届けさせた。その伝言で、ロロネーは「今後スペイン人には、いかなる容赦もしない」と宣言した。
1666年、ロロネーはマラカイボを制圧するために、8隻の艦隊と数百人の手下と共にトルトゥーガ島を出航した。途中で多量の銀貨（2億4000万円ほど）を積んだスペインの輸送船に出会い、襲撃して積荷を奪った後、再びマラカイボへ向かった。港への入口は大砲のある砦に守られていたため、海賊軍は防備の薄い陸伝いに接近して砦に攻め込み、守備隊は激戦の末に玉砕した。海賊団は市街を占領し、即座に退却できるように町の城壁を破壊してから略奪を始めた。陥落の際に多くの住民が資産を隠して逃げたため、海賊たちは富裕そうな者を捕まえると財産の所在を明かすまで拷問し、何日間も町のあちこちから悲鳴が聞こえた。彼らは二週間にわたってマラカイボの町を収奪し、銀貨2万枚をはじめ多くの略奪品を船に積み込んで、マラカイボを引きあげた。
その後、同じようにジブラルタル（ベネズエラ）の町を襲撃したロロネー一味は、500人のスペイン駐屯軍を全滅させ、町を制圧した。海賊たちは市中で多くの貨幣、宝石、金銀、絹、捕虜の身代金を分捕り、ジブラルタルの町は壊滅した。このマカライボとジブラルタル襲撃で名を上げたロロネーは、スペイン人から「ロロネーに出くわすほどなら死んだ方がまし」と恐れられた。

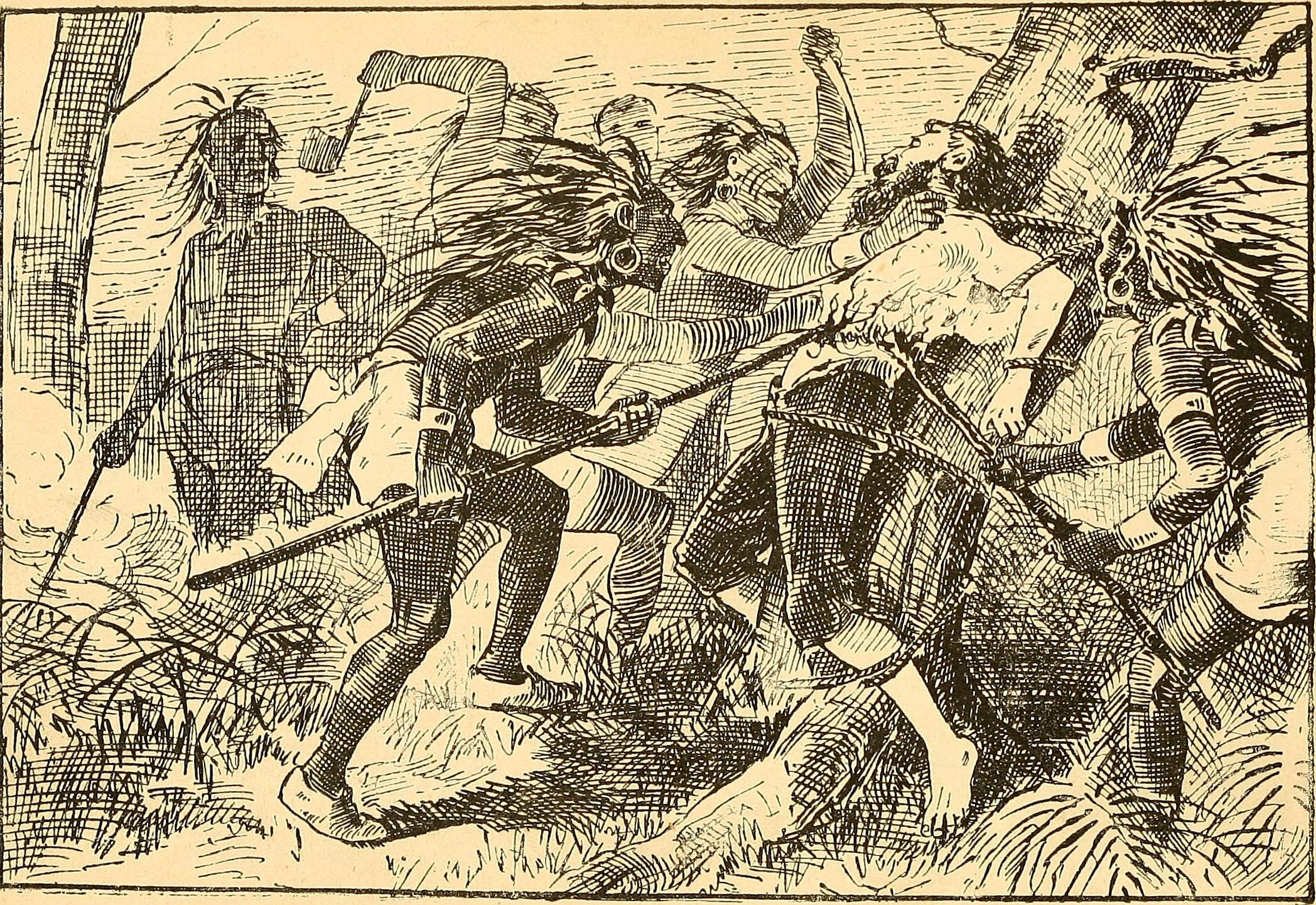
ロロノアの最後の想像図（1874）

ロロネーは非常に残忍で冷酷であり、捕虜にした敵は一人も生かさず全員を殺し、住民には虐殺、拷問、強姦など残虐行為の限りを尽くした。スペイン人を憎悪するあまり、自ら捕虜のスペイン兵の胸を切り裂き、心臓を引きだして食べたという。しかし、彼も彼の部下も、トルトゥーガ島では気前よく金をばらまく人気者だった。
1668年、ロロネーの一団はニカラグア沿岸のプエルト・カベロという港町を襲撃したが守備隊に撃退された。その帰途で彼の船はパナマ沿岸の浅瀬で座礁し、食料を探しに内陸に入ったロロネーは人食いの風習のある原住民に捕まり、生きたまま手足を切り取られて火あぶりにされ、生涯を終えた。